# They Shall Not Grow Old
They Shall Not Grow Old (Ellos no envejecerán en España o Jamás llegarán a viejos en Hispanoamérica) es una película documental de 2018 dirigida y producida por Peter Jackson. La película fue creada usando imágenes originales de la Primera Guerra Mundial de los archivos del Museo Imperial de la Guerra, la mayoría nunca antes vistas, todas con más de 100 años en el momento del estreno. El audio es de entrevistas de la BBC y el Museo Imperial de la Guerra (IWM) de militares británicos que lucharon en el conflicto. La mayor parte del metraje ha sido coloreado y transformado con técnicas de producción modernas, con la adición de efectos de sonido y actuación de voz para ser más evocadores y sentirse más cerca de las experiencias reales de los soldados.
Es el primer documental de Jackson como director, aunque dirigió el falso documental Forgotten Silver en 1995 y produjo el documental de West Memphis Three West of Memphis en 2012. Jackson, cuyo abuelo (a quien se dedica la película) luchó en la guerra, pretendía que la película fuera una experiencia inmersiva de "lo que era ser un soldado" en lugar de una historia o un recuento de eventos. El equipo revisó 600 horas de entrevistas de 200 veteranos y 100 horas de metraje original para hacer la película. El título se inspiró en la línea "No envejecerán, como nosotros que nos quedamos a envejecer" del poema de 1914 "For the Fallen" de Laurence Binyon, famoso por ser utilizado en la Oda del Recuerdo.
They Shall Not Grow Old se estrenó simultáneamente en el BFI London Film Festival y en cines seleccionados en el Reino Unido el 16 de octubre de 2018, antes de emitirse en BBC Two el 11 de noviembre de 2018 (el centenario del Armisticio del 11 de noviembre de 1918); recibió un lanzamiento limitado de los Estados Unidos el 17 de diciembre. Después de su éxito de taquilla, la película recibió un amplio estreno en cines en febrero de 2019 (el estreno teatral de la película fue gestionado por Warner Bros. Pictures). El documental fue aclamado por los críticos por su trabajo de restauración, atmósfera inmersiva y representación de la guerra, y obtuvo una nominación para el Premio BAFTA al mejor documental.